# The Voice of the Violin (film 1915)
The Voice of the Violin è un cortometraggio muto del 1915 diretto da Ben Turbett.

## Produzione
Il film fu prodotto dalla Edison Company.

## Distribuzione
La General Film Company distribuì il cortometraggio negli Stati Uniti.
Copia della pellicola viene conservata negli archivi della Library of Congress ed è disponibile sul sito come file digitale.